# Melitaea atrata
Melitaea atrata är en fjärilsart som beskrevs av Higgins 1935. Melitaea atrata ingår i släktet Melitaea och familjen praktfjärilar. Inga underarter finns listade i Catalogue of Life.